# Giuseppe Martucci

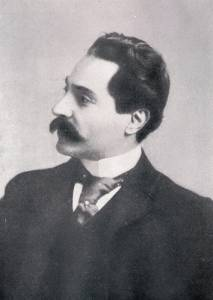
Giuseppe Martucci.

Giuseppe Martucci (Capua, 6 de enero de 1856 – Nápoles, 1 de junio de 1909) fue un compositor, pianista y director de orquesta italiano.

## Biografía
Hijo del trompetista Gaetano Martucci y de Orsola Martucciello, fue un niño prodigio: con solo ocho años interpretaba conciertos como solista al piano. Se convierte pronto en un pianista apreciado internacionalmente, alumno de Benjamín Cesi y Paolo Serrao en el Conservatorio de Nápoles; siendo elogiado por Anton Rubinstein y Franz Liszt. No menos significativa fue su actividad de director de orquesta.
Su fama está también ligada a su empeño en la renovación de la cultura musical italiana; contribuyó notablemente a la difusión en Italia de las obras de Ludwig van Beethoven, Robert Schumann, Johannes Brahms, Liszt, Wagner, César Franck, Vincent de Indy, Édouard Lalo y de muchos otros músicos europeos.
En el año 1880 fue nombrado docente en el Conservatorio de Nápoles y desde 1886 fue director del Conservatorio de Bolonia, donde tuvo como alumno predilecto al pianista Guido Alberto Fano, para luego recibir el mismo cargo nuevamente en Nápoles en 1902; entre sus alumnos se recuerda en particular a Ottorino Respighi.
Martucci estuvo entre los pocos autores italianos de su tiempo en no componer obras teatrales, esta actitud era una evidente reacción al mundo musical italiano de la época, todavía orientado en modo casi exclusivo hacia el melodrama; no obstante, Martucci estuvo entre los artífices de la primera ejecución en Italia del Tristán e Isolda de Richard Wagner, efectuada en Bolonia en 1888.
Algunos de sus objetos y documentos están ahora conservados en el Museo Provincial Campano, en su ciudad natal.

## Su música

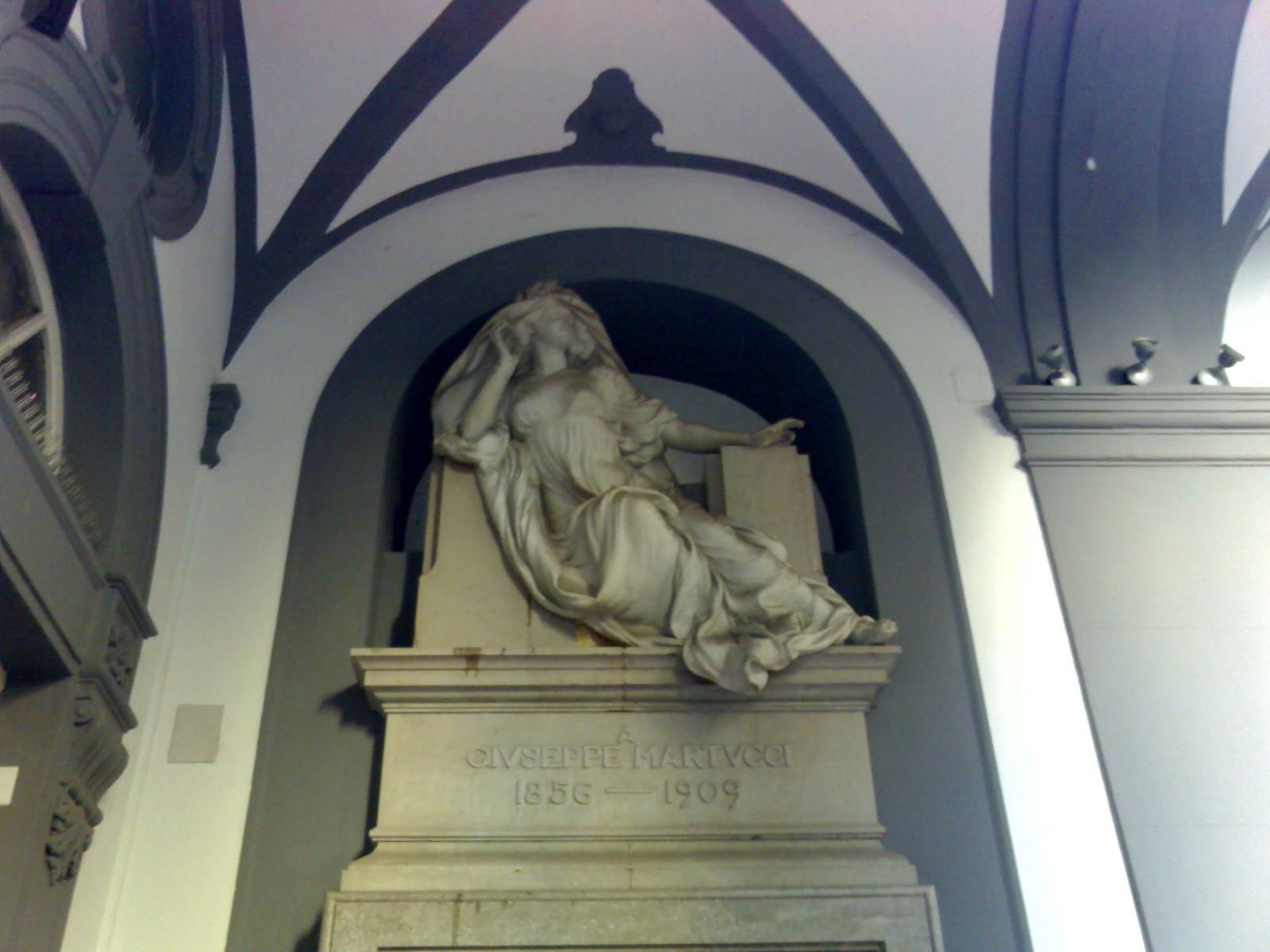
Escultura del conservatorio de San Pietro a Majella (Nápoles)

Su estilo compositivo se acerca sobre todo a la música romántica centroeuropea, con puntos de referencia principales en Brahms, Schumann y Wagner, pero esto no le impidió desarrollar sus temáticas personales, más próximas a la cultura popular italiana. En mérito a tal dualidad (sinfonismo nórdico y cantabilidad latina), aparece paradigmático el famoso Nocturno en sol bemol op. 70 (originariamente para piano, luego orquestado), en el que es posible apreciar una cantabilidad crepuscular y sensual (bien controlada), la cual - gracias también al magnífico timbre de las cuerdas - parece anunciar algunas célebres melodías de Mascagni, Puccini y Cilea, al mismo tiempo que ciertas atmósferas mahlerianas.
Su música encontró un gran respaldo en el célebre director de orquesta Arturo Toscanini, que a menudo incluyó en sus programas concertísticos los trabajos sinfónicos de Martucci. El compositor Gian Francesco Malipiero, además, declaró que fue en la Segunda Sinfonía de Martucci donde reconoció el inicio de la renovación de la música no operística italiana.
Su catálogo cuenta un centenar escaso de obras, entre las cuales destaca el oratorio Samuel, el romántico ciclo para voz y orquesta La canción de los recuerdos (a menudo dirigido en los últimos años por Riccardo Muti), dos sinfonías, dos conciertos para piano y orquesta, algunas obras de música de cámara y un notable conjunto de música pianística.
La integral de música sinfónica de Martucci ha sido registrada por Francesco d'Avalos en la dirección de la Philharmonia Orquesta y recibió el "Grand Prix International du Disque Academie Charles Cros - Paris 1990".

## Principales composiciones

### Orquesta
- Concierto para piano y orquesta n.º 1 en re menor, Op. 40 (1878)
- Minué, Op. 57 n.º 2 (1880)
- Momento musical, Op. 57 n.º 3 (1883)
- Concierto para piano y orquesta n.º 2 en si bemol menor, Op. 66 (1885)
- Canzonetta para orquesta de cámara, Op. 65 n.º 2 (1891)
- Gavotta para pequeña orquesta, Op. 55 n.º 2 (1892 ca)
- Giga para pequeña orquesta, Op. 61 n.º 3 (1892 ca)
- Sinfonía n.º 1 en re menor, Op. 75 (1895)
- Nocturno para pequeña orquesta, Op. 76 n.º 1 (1896)
- Sinfonía n.º 2 en fa mayor, Op. 81 (1904)
- Novelletta, Op.82 n.º 2 (1905; orch. 1907)

### Vocal
- Samuel, oratorio para solistas, coro y orquesta (1881, rev. 1905)
- La canción de los recuerdos, para voz y orquesta (1886-1887)
- Pagine sparse, para voz y piano Op. 68 (1888)
- Tres piezas, para voz y piano Op. 84 (1906)

### Piano
- 3 Polkas y una Mazurca (1867)
- Fantasía sobre la obra La fuerza del destino, Op. 1 (1871)
- Polka improvisada (1872)
- Capriccio n.º 1, Op. 2 (1872)
- Capriccio n.º 2, Op. 3 (1872)
- Mazurka de concierto, op. 4 (1872)
- Andante y polka, Op. 5 (1873)
- Tarantella, Op. 6 (1873)
- Agitato, Op. 7 (1873)
- Pensamientos sobre la obra Un baile de máscaras para un dúo de pianos, Op. 8, (1873)
- Estudio de concierto, op. 9 (1873)
- Pensamiento musical, op. 10 (1873)
- Tiempo de mazurka, op. 11 (1873)
- Capriccio nº 3, op. 12 (1874)
- Allegro apasionado, op. 13 (1874)
- Fuga, op. 14 (1874)
- Capriccio n.º 4, op. 15 (1874)
- Melodía n.º 1, op. 16 (1874)
- Improviso, op. 17 (1874)
- Fuga en dos partes, op. 18 (1874)
- Polaca n.º 1, op. 19 (1874)
- Barcarola n.º 1, op. 20 (1874)
- Melodía n.º 2, op. 21 (1874)
- Broma, op. 23 (1875)
- Capriccio de concierto, op. 24 (1875)
- Notturno: Souvenir de Milan, op. 25 (1875)
- Capriccio en forma de estudio, op. 26 (1875)
- Tres romanzas, op. 27 (1875)
- Fughetta y fuga, op. 28 (1875)
- La caza, op. 29 (1876)
- Barcarola n.º 2, op. 30 (1876)
- 4 piezas, op. 31 (1876)
- Fantasía en re menores, op. 32 (1876)
- 3 piezas, op. 33 (1876)
- Sonata para piano en fa mayor, op. 34 (1876)
- Mazurca, op. 35 (1876)
- Cuento en memoria de Bellini, Op. 37 (1877)
- 12 preludios fáciles (1877)
- 6 piezas, op. 38 (1878)
- Souvenir de Paris, op. 39 (1878)
- Sonata fácil, op. 41 (1878)
- 3 nocturnos, op. 42 (1880)
- 7 piezas, op. 43 (1878–82)
- 6 piezas, op. 44 (1879–80)
- 3 valzer, op. 46 (1879)
- Estudio, op. 47 (1879)
- Polaca nº 2, Op. 48 (1879)
- 3 romanzas, op. 49 (1880–82)
- Novella, op. 50 (1880)
- Fantasía en sol menor, op. 51 (1880)
- 3 scherzi, op. 53 (1881)
- Estudio característico, op. 54 (1880)
- 2 piezas, op. 55 (1880–8)
- Improviso-fantasía, op. 56 (1880)
- 2 piezas, op. 57 (1886)
- Tema con variaciones, op. 58 (1882) / versión para dos pianos (1900/05)
- Hojas dispersas: álbum de 6 piezas, op. 60 (1883)
- 3 piezas, op. 61 (1883)
- Moto perpetúo, op. 63 (1884)
- 3 piezas, op. 64 (1884)
- 3 piezas, op. 65 (1884)
- Romanza en me mayor (1889)
- 2 nocturnos, op. 70 (1891)
- 2 piezas, op. 73 (1893)
- Trèfles à 4 feuilles, op. 74 (1895)
- 3 piezas, op. 76 (1896)
- 2 piezas, op. 77 (1896)
- 3 pequeñas piezas, op. 78 (1900)
- 3 pequeñas piezas, op. 79 (1901)
- 2 capricci, op. 80 (1902)
- Melodía nº 3 (1902)
- 3 piezas, op. 82 (1905)
- 3 piezas, op. 83 (1905)

### Música de cámara
- Sonata para violín y piano op. 22
- Quinteto para cuerda y piano en do mayor op. 45 (1878)
- Trío n. 1 para violín, violoncelo y piano en do mayor op. 59 (1883)
- Sonata para violoncelo y piano op. 52 (1884)
- Dos romanzas para violoncelo y piano op. 72
- Trío nº 2 para violín, violoncelo y piano en Mi bemol mayor op. 62 (1888)

## Reconocimiento
Giuseppe Martucci es el nombre del Conservatorio Estatal de Música de Salerno.